# Judas Iscariote
Judas Iscariote (en arameo: ܝܗܘܕܐ ܣܟܪܝܘܛܐ, en griego bíblico: Ἰούδας Ἰσκαριώτης; probablemente nacido en Keriot, Judea, Imperio Romano-fallecido en Jerusalén, Judea, Imperio Romano; ca. 30 d. C.) fue uno de los discípulos de Jesucristo, a quien se cuenta entre los Doce Apóstoles. Según los cuatro evangelios canónicos, Judas traicionó a Jesús ante el Sanedrín a cambio de treinta monedas de plata. El discípulo condujo a los esbirros enviados por el Sumo Sacerdote al jardín de Getsemaní, donde se encontraba Jesús, y lo identificó por medio de un beso y saludándolo como Rabí, o «maestro». Por este acto el nombre de Judas, su epíteto de Iscariote, las treinta monedas y el «beso de Judas», son sinónimos de traición en la tradición cristiana.

## Nombre
El nombre "Judas" (Ὶούδας) es la helenización del nombre hebreo Judá (יהודה, Yahû'dâh, que significa "Yahveh alabado"); según la tradición judía, Judas o Judá era un líder de las doce tribus de Israel y el ancestro del pueblo judío, de donde toman su nombre.
En el siglo I, "Judas" era un nombre extremadamente común para los judíos varones, debido al renombrado héroe Judas Macabeo, militar que lideró una revuelta que recuperó el culto judío en el Segundo Templo, en consecuencia, muchas otras figuras con este nombre se mencionan a lo largo del Nuevo Testamento.
En cuanto al epíteto "Iscariote" (Ὶσκάριωθ o Ὶσκαριώτης) que lo distingue de las otras personas llamadas 'Judas' es confuso. Generalmente se piensa que es una traducción griega de la frase hebrea איש־קריות,  que significa " el hombre de Keriot ".
esta postura está basada en el Evangelio de Juan 6:71 en la que Judas era "hijo de Simón Iscariote", sin embargo, no es aceptada por completo entre los estudiosos.
Una de las explicaciones alternativas más populares sostiene que "Iscariote" pueda ser una corrupción de la palabra latina sicarius (sicario), que significa "hombre de la daga"  y se refería a un miembro de los Sicarii (סיקריים), un grupo de rebeldes judíos que eran conocidos por cometer actos de terrorismo en los años 40 y 50 d. C. asesinando personas entre las multitudes escondiendo dagas bajo sus capas. Esta explicación tiene varios problemas; entre ellos, en ninguna parte del Nuevo Testamento se habla de Judas como un miembro de los Sicarii, además no hay evidencia de los Sicarii a una época anterior donde Judas estaba vivo, o solo se trató de un apelativo añadido después, pero los evangelios siempre enfatizan a Judas como traidor, mas no como asesino.

## En la Biblia

### Antes de delatar a Jesús
Judas fue uno de los apóstoles de Jesús, no se menciona sobre su llamada ni cuándo se unió a los apóstoles, pero el Evangelio de Juan pone un antecedente importante de la felonía de Judas, ya que él era el tesorero y, según ese evangelio, Judas se apropiaba del oro destinado a los pobres (Juan 12:6).

### La traición de Judas Iscariote

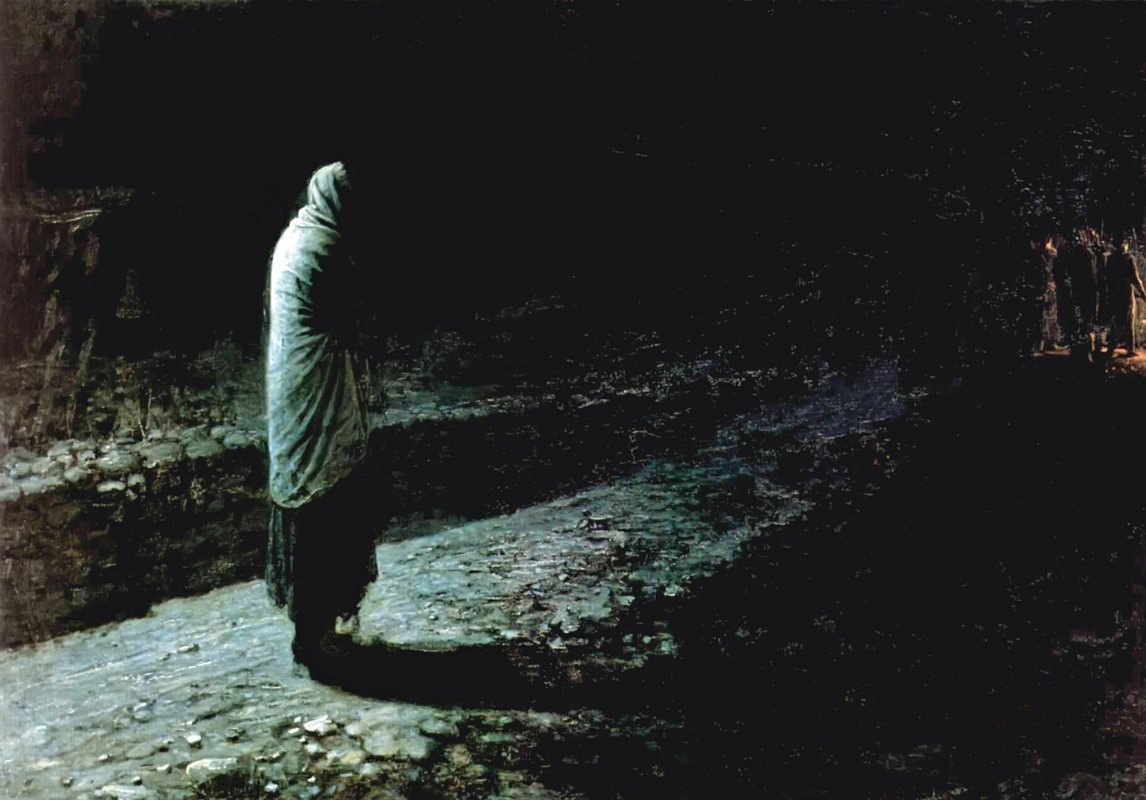
- Conciencia de Judas, por (1891). Judas (izquierda) después de entregar a Jesús al Sanedrín.

Según los cuatro evangelios canónicos, Judas guio a los guardias que arrestaron a Jesús hasta el lugar donde lo encontraron, les indicó quién era besándole (Marcos 14:43-46). Por su traición fue recompensado con treinta piezas de plata (Mateo 26:15). Existen diferentes interpretaciones sobre el tipo de moneda de que se trata. Donald Wiseman sugiere dos posibilidades para la identidad de las monedas usadas para pagar a Judas. Podrían haber sido tetradracmas de Tiro, usualmente denominados siclos, o pueden haber sido estateros de Antioquía, que llevaban el rostro de César Augusto. La tradición y leyes judías, además de las normas romanas, dictaban que en el templo de Jerusalén podían atesorarse exclusivamente didracmas y tetradracmas de Tiro como pago del tributo anual. El Sanedrín habría pagado a Judas en las monedas que formaban parte del tesoro del templo. Las monedas validadas por el templo eran las acuñadas en Tiro.
Al poco tiempo, Judas se arrepintió de sus actos, intentó devolver las monedas a los sacerdotes que se las habían dado, y al no aceptarlas estos, las arrojó en el templo. Luego, desesperado ante la magnitud de su delación, se suicidó ahorcándose (Mateo 27:5) en un árbol (abril de 29–33). Según otra versión, Judas compró un campo con el dinero que obtuvo gracias a su traición, pero «cayendo de cabeza, se reventó por en medio, y todas sus entrañas se derramaron» (Hechos 1:18), por lo que «aquel campo fue llamado en su lengua Aceldama, que quiere decir «Campo de Sangre» (Hechos 1:19).

## Evangelios apócrifos
Algunas versiones alternativas de las narraciones de hechos y dichos de Jesús no fueron aceptadas por las primeras iglesias cristianas o no se difundieron entre ellas. Del mismo modo, surgió la necesidad de completar, explicar o interpretar los relatos evangélicos recibidos. Estos textos son llamados evangelios apócrifos, palabra que en un principio indicaba su carácter secreto y luego tomó su connotación actual de falsedad. Si bien el contenido histórico de los apócrifos es escaso, los estudios más recientes encuentran en ellos algunos datos importantes y los valoran como testimonios de las creencias cristianas más antiguas.
La figura de Judas despertó gran interés entre los redactores de los textos apócrifos. Por un lado se trataba de mera curiosidad acerca de un personaje elegido por el propio Jesucristo, convertido en traidor. En otros, en especial los grupos que reivindicaban un cristianismo esotérico, como los gnósticos, Judas era portador de un significado oculto que iba más allá de sus actos. Los cainitas, por ejemplo, cuyos textos no han llegado hasta nosotros, creían que Judas era un instrumento de la Sabiduría Divina, y su traición, una victoria sobre el mundo de la materia.

### Evangelio de Judas
Es posible que uno de los textos fundamentales de los mencionados cainitas fuera el Evangelio de Judas. Hasta el siglo XX, este texto era conocido por alusiones de los Padres de la Iglesia, especialmente de Ireneo de Lyon (finales de siglo II) y de Epifanio de Salamina (quien lo atribuye expresamente a la secta cainita) los cuales lo consideran como falso.

#### El Códice Tchacos
En la década de 1970, se descubrió un libro en forma de códice de papiro (Codex Tchacos), cerca de Beni Masar, Egipto y fue vendido en los años 1980 de manera clandestina. Estaba escrito en copto sahídico y fue datado entre los siglos III y IV (el radiocarbono dio como fecha, calibrada, el año 280, con un rango de más o menos 60 años). Se supone que el texto original fue compuesto en griego no antes del siglo II ni después de 180, cuando es citado por Ireneo, casi con certeza en un medio gnóstico. Por su contenido, lenguaje y estilo, no fue escrito en Judea, ni por un judío del siglo I.
El libro contiene varios textos, una carta de Pedro a Felipe, presente en la biblioteca de Nag Hammadi, el Primer Apocalipsis de Santiago, igualmente conocido por un ejemplar de la misma colección, las primeras páginas de una obra similar al Alógenes y el Evangelio de Judas (Euangelion Ioudas). El resto del códice es ilegible por su estado de conservación.
El denominado Evangelio de Judas no reivindica ser escrito por este apóstol ni contiene demasiado material narrativo, sino una serie de diálogos entre Jesús y Judas. En efecto, en la introducción se lee: "Discurso secreto de la declaración que hizo Jesús a Judas Iscariote durante ocho días, tres días antes de celebrar la Pascua". El texto consta de 19 capítulos, los cuales afirman que, de todos los discípulos, Judas es el único que entiende con precisión las palabras de su maestro. En otras palabras, al traicionar a Jesús, Judas hizo que fuera arrestado y crucificado, que era precisamente el propósito de Dios.
La obra, consiste esencialmente en una breve presentación doctrinal del gnosticismo: a semejanza de otros textos se menciona que Dios, el Padre, habita en un reino de luz fuera del mundo material. Al principio de los tiempos, Dios creó un grupo de ángeles y dioses inferiores, para gobernar el Caos. Uno de ellos, el Demiurgo, aquí llamado  Saklas, crea un cuerpo físico para Adamas, el primer hombre Adán. Alejada de sus orígenes divinos, la Humanidad cree que el universo físico imperfecto es la totalidad de la creación, perdiendo su conocimiento de Dios y el reino imperecedero. Jesús fue enviado como el Hijo del Dios verdadero con la misión de mostrar el camino interior de la Salvación. El texto hace énfasis en el rechazo a los sacrificios la eucaristía y el martirio.
Sin embargo, once de los discípulos no entienden las enseñanzas de Jesús, pues están obsesionados con el mundo físico. Siguen practicando el sacrificio de animales, lo que agradaba a los dioses inferiores pero los alejaba del Dios verdadero. La ceremonia de la eucaristía, comer el cuerpo y beber la sangre de Cristo, es condenada expresamente. Al mismo tiempo se rechaza como falsa la enseñanza de que los martirizados en el nombre de Cristo serán resucitados.
En contraste, Jesús le enseña a Judas el verdadero significado de su misión. La Humanidad, declara, se divide en dos razas; quienes están dotados del alma inmortal pueden llegar a conocer al Dios de la Luz y entrar en el reino imperecedero cuando mueran, aquellos que pertenecen al mundo material morirán tanto física como espiritualmente.
Hay una frase clave sobre el final del manuscrito, la única alusión al hecho por el cual la tradición cristiana ha condenado a Judas. En ese párrafo Jesús declara: «Pero en cuanto a ti (es decir, Judas), tú harás más que todos ellos, pues ofrecerás en sacrificio al hombre que me sirve de envoltura carnal»  Incidentalmente, esta misma frase es citada por Ireneo de Lyon atribuyéndola al Evangelio de Judas, lo que permite su identificación.

#### Interpretación
El fragmento conocido como Evangelio de Judas fue editado en 2006 por un grupo de expertos con el auspicio de la National Geographic. Según la hipótesis planteada por este equipo editorial, y ampliamente difundida por los medios, el texto presenta una interpretación alternativa de la traición a Jesús por parte de Judas, uno de sus apóstoles. En efecto, al entregar a Jesús, lo que se relata en los párrafos finales, Judas habría sido el único de sus discípulos que realmente entendió el mensaje que Jesús quería transmitir; él debía morir por la redención del mundo. En palabras de Bart Ehrman: «El acto de "traición" de Judas es de hecho su fiel obediencia a la voluntad de Jesús»
Sin embargo, la tesis del equipo editorial Nathio  reivindica a Judas y quienes afirman que, en realidad, lo considera de manera más desfavorable que al resto de los Apóstoles.
Un congreso internacional en la Universidad Rice de Houston en el año 2008, en el cual participaron algunos miembros del equipo editorial de National Geographic llegó a la conclusiòn de que el texto del Evangelio no presenta la figura de Judas de manera positiva. Al contrario, es un ser que es regido por el destino y  las estrellas, se lo llama el  "decimotercer daimon" (demonio o ser sobrenatural), «quien gobernará sobre aquellos que lo maldicen». Judas, a pesar de recibir instrucciones personales de Jesús, sigue siendo un hombre material, cuya ceguera lo empujará a un acto peor que el de los Once: sacrificar la envoltura carnal de su maestro. National Geographic así como la difusión mediática, han remarcado que Jesús dice de Judas que "superará a otros". Quienes sostienen la interpretación opuesta, negativa, indican que el contexto inmediato es que aquellos a quienes Judas superará son quienes ofrecen sacrificios en su nombre al dios Saklas, es decir al Demiurgo. Judas no es reivindicado, sino condenado por saber lo que estaba haciendo.

### Evangelio de Bernabé
El Evangelio de Bernabé es un apócrifo tardío. Escrito supuestamente por Bernabé, compañero de Pablo, pero que aquí es presentado como uno de los doce apóstoles. Su extensión es similar a los cuatro evangelios canónicos juntos, y la mayor parte se dedica a un relato del ministerio de Jesús, gran parte de él de manera armonizada.
Este Evangelio se conserva en dos versiones, una italiana y otra española, ninguna se remonta más allá del siglo XIV, dado los notables anacronismos, el desconocimiento de la historia y la geografía de Galilea y Judea y las citas de autores posterioes, en especial expresiones propias de Dante Alighieri. Algunos autores, sin embargo, consideran posible que al menos una parte dependa de fuentes más antiguas. Entre los estudiosos musulmanes ha sido citado en apoyo de la interpretación islámica de Jesús; sin embargo los estudios académicos indican que la dependencia es inversa; el evangelio de Bernabé utiliza motivos y creencias musulmanas. En 1985, se afirmó que se había encontrado una copia  siríaca de este evangelio cerca de Hakkâri en el este de Turquía, sin embargo, se ha demostrado que este manuscrito en realidad contiene la Biblia canónica. Informes periodísticos, publicados en Turquía, afirmaron que en el año 2000 se había encontrado un manuscrito en Chipre, en una redada policial, y que podría tratarse de un ejemplar del Evangelio de Bernabé. En febrero de 2012, el Ministerio de Cultura y Turismo de Turquía confirmó que el manuscrito se encontraba en el Museo Etnográfico de Ankara y que constaba de 52 páginas en escritura aramea. Las fotografías publicadas muestran una portada, en la que se puede leer una inscripción reciente en neoarameo que dice: "En el nombre de nuestro Señor, este libro está escrito en las manos de los monjes del alto monasterio en Nínive, en el año 1500 de nuestro Señor ", confirmando la datación tardía de la obra.
Según este texto, fue Judas, no Jesús, quien fue crucificado. Esta obra afirma que la apariencia de Judas se transformó a la de Jesús, cuando el primero, por traición, condujo a los soldados para arrestar a su Maestro. Esta transformación fue completa, de modo que los discípulos y hasta María, la Madre de Jesús, creyeron que crucificaban al verdadero Jesús, éste, sin embargo, había sido arrebatado hacia el Cielo. El evangelio continúa contando que, tres días después del entierro, el cuerpo de Judas fue robado de su tumba y se difundió el rumor de que Jesús había resucitado de entre los muertos. Al oír esto en el Tercer Cielo, Jesús pidió a Dios que lo enviara de regreso a la tierra. Así sucedió y se mostró ante su madre y sus discípulos, a quienes les reveló lo sucedido. Luego regresó a los cielos, desde donde regresará al final de los tiempos como un rey justo.

### Evangelio árabe de la Infancia
Los evangelios de la Infancia son una clase especial de textos que se concentran en narrar los hechos de la vida de Jesús durante los años anteriores a su ministerio público. Uno de los más conocidos es Evangelio de la  lnfancia de Tomás. La versión árabe (originalmente procedente de Siria) de esta historia pone en escena a Judas como un niño poseído por el demonio, el cual mordía a quienes estaban cerca. En una ocasión, sin embargo, mordíó a Jesús, también un niño, y de inmediato Judas quedó exorcizado. El relato puntualiza que la mordida fue en el mismo lugar que sería perforado por la lanza durante la Crucifixión.

## En el islam
En el Corán, Dios no deja que Jesús, uno de sus grandes profetas sea asesinado, en lugar de ello, fue crucificado alguien que tomó la identidad de Jesús. 

Y por haber dicho: Nosotros matamos al Ungido, hijo de María, mensajero de Dios. Pero, aunque así lo creyeron, no lo mataron ni lo crucificaron. Y los que discrepan sobre él, tienen dudas y no tienen ningún conocimiento de lo que pasó, sólo siguen conjeturas. Pues con toda certeza que no lo mataron.
Corán Sura 4:157

Esta persona, a quien el Corán no nombra, es identificada con Judas Iscariote en algunas narraciones, sin que haya acuerdo al respecto. En el Tafsīr de Muqātil ibn Sulaymān, uno de los escritos más tempranos, se narra que Judas fue castigado con esta sustitución por su traición a Jesús, Ibn Kathir, por su parte, considera que esta es solamente una de cuatro versiones posibles del relato acerca de la supuesta muerte de Jesús. Como señala Tabari, existe acuerdo en que alguno sustituyó a Jesús, pero hay diferencias en quien fue y cómo se produjo este cambio.

## La animadversión popular e histórica hacia Judas

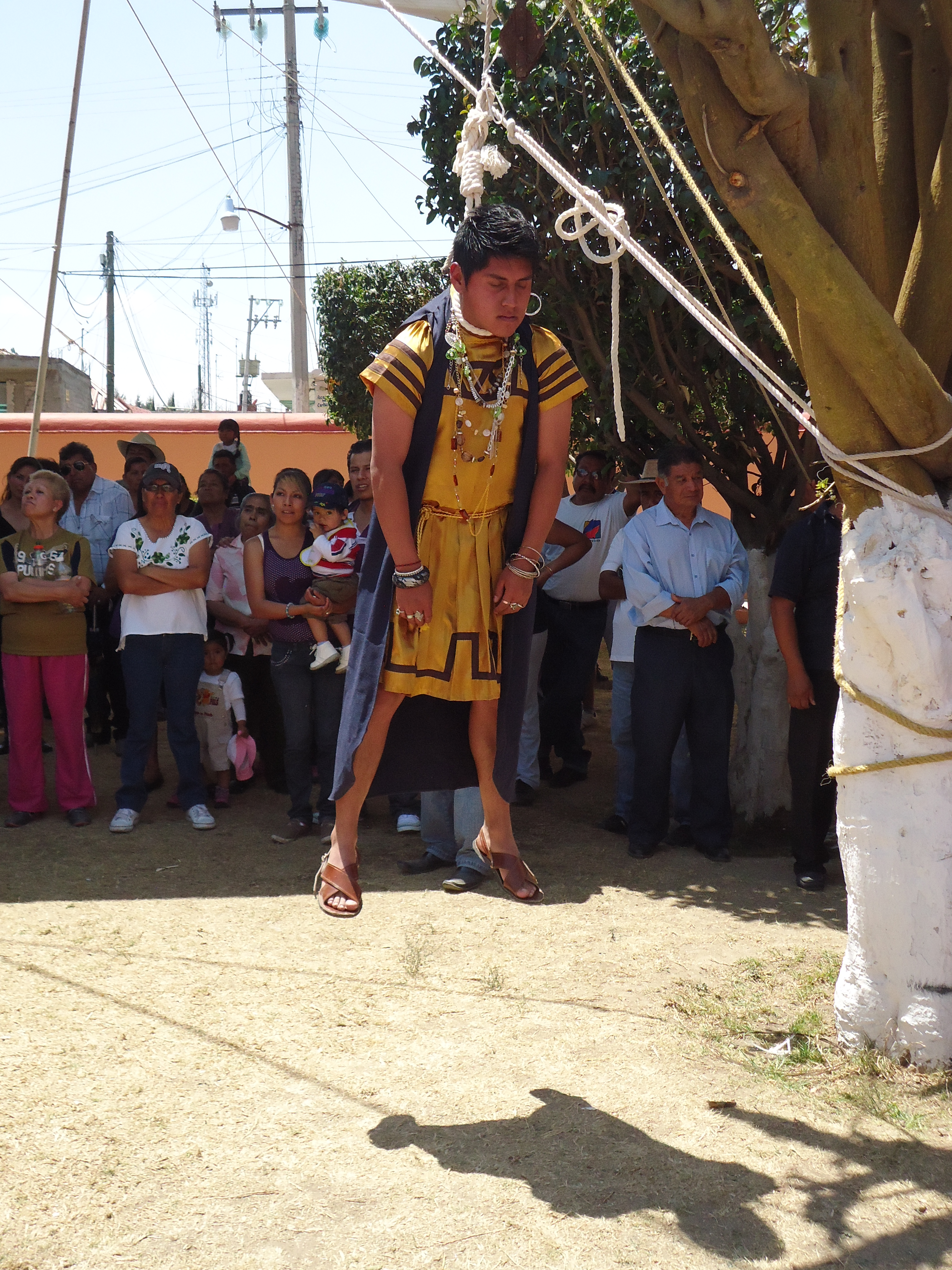
Celebraciones de la fiesta del Judas: En la foto una reconstrucción teatral del ahorcado de Judas durante la Semana Santa en Texcoco (México).

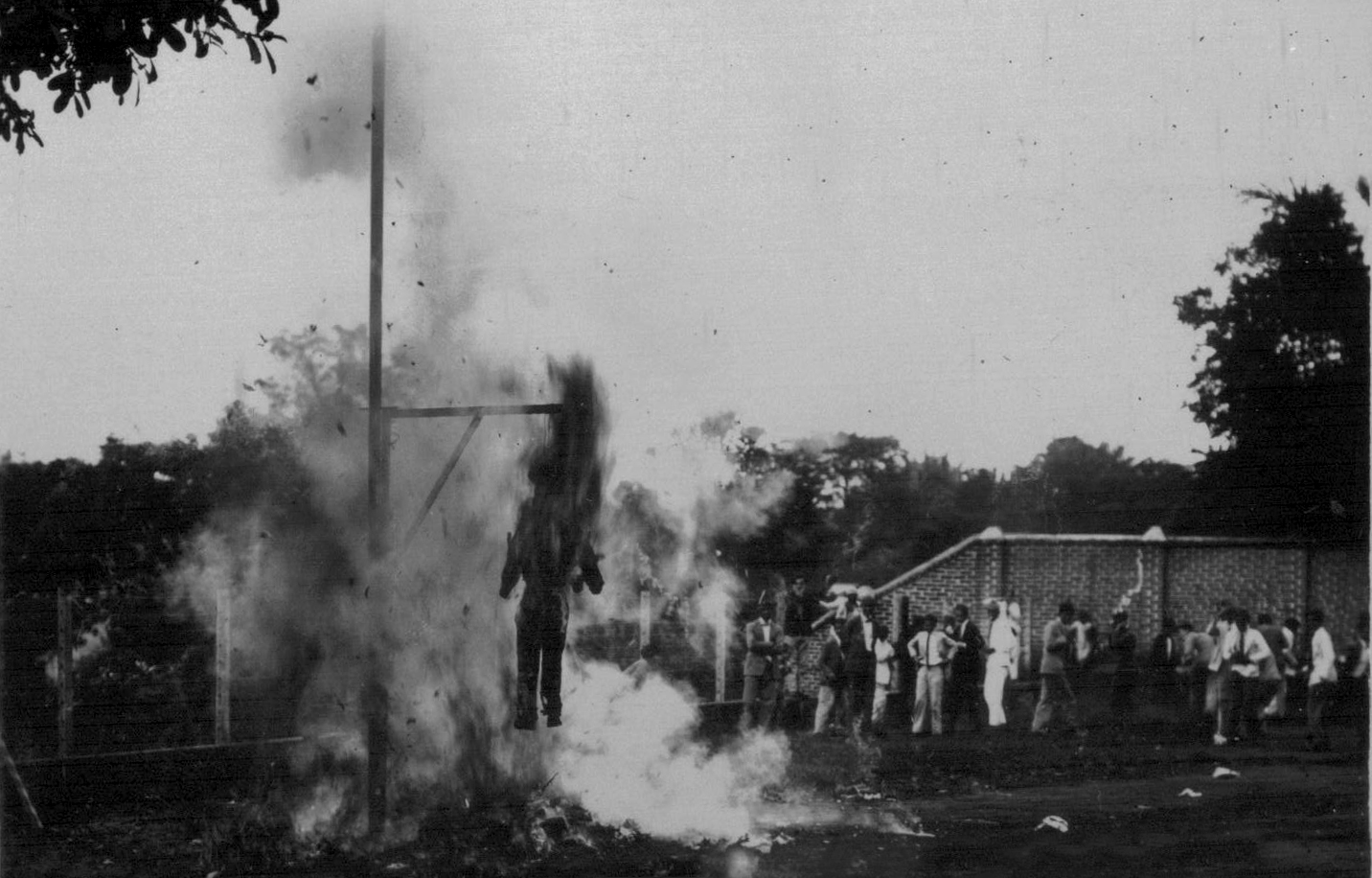
‘Queima do Judas’ (Fiesta del Judas), Academia de Comércio, Juiz de Fora, Brasil, 1909.

Judas ha pasado a la tradición cristiana posterior como el traidor por antonomasia. La animadversión popular hacia el personaje se expresa fielmente en la quema, apedreamiento o linchamiento ritual de numerosos muñecos llamados Judas en Carnaval, Semana Santa u otras fiestas populares (como el Día del Judas celebrado en Robledo de Chavela, o El Judas de Samaniego, ambas en España, o las Festividades de los Judíos en Purísima del Rincón, en México). Esta animadversión hacia Judas, y también hacia los sacerdotes judíos que contrataron sus servicios, fue desviada para que contribuyera al antisemitismo, facilitando la formación de un estereotipo negativo sobre el pueblo judío.[cita requerida] A ello ayudó que Judas proviniera de Judea, región netamente judía, de esta forma Judas=Judea=Judío; término que deriva del nombre del reino de Judá (del hebreo יְהוּדָה, Yehudá, hijo de Jacob), aunque huelga decir que el mismo Jesús era judío (Nacido en Belén, Judea).
Ejemplo de esta antigua animadversión popular se observa en una leyenda medieval, recogida por Jacobo de la Vorágine en su Leyenda dorada (capítulo XLV: San Matías Apóstol) en la que Judas, antes de traicionar a Cristo, comete varios pecados horribles (fratricidio, parricidio e incesto), que recuerdan a los de Edipo. Ciborea, madre de Judas, soñó que el hijo que iba a tener sería una amenaza para su propio padre, para Dios y para su pueblo. Por esa razón, lo abandonó nada más nacer en una cesta, que arrojó al mar. La cesta fue a parar a la isla de Iscariote, y la reina del lugar, que no tenía hijos, adoptó al niño. Sin embargo, poco después quedó embarazada y dio a luz a un hijo. Judas creció junto a este niño, su hermanastro, una criatura bondadosa a la que maltrataba continuamente. Finalmente, lo mató y huyó a Jerusalén, donde entró al servicio del gobernador de su patria (Pilatos) y, a petición de este, entró a robar manzanas en el jardín de su padre. Sorprendido in fraganti, mató al padre. Después, se casó con la viuda de este, es decir, con su propia madre. Tras averiguar su verdadera identidad, trató de expiar su culpa convirtiéndose en uno de los apóstoles de Cristo —pero, lejos de redimirse, acabó traicionando a su maestro—.

## Reivindicación de Judas
En los siglos XIX y XX, algunos autores ensayaron, como ejercicio de ingenio, por motivos filosóficos-ideológicos o por convicción sincera, la posible reivindicación del personaje. Así, Ferdinando Petruccelli della Gattina, en el controvertido Las Memorias de Judas (1867), describe el apóstol como un revolucionario y líder de la revuelta judía contra el imperio de los romanos. En el año 1944 Jorge Luis Borges publica el cuento Tres versiones de Judas, en el que presenta a un teólogo mostrando tres interpretaciones de Judas diferentes a la convencional, para quedar convencido al final de su última teoría: Dios no encarnó en Cristo, sino en Judas. Posteriormente Juan Bosch, en su libro de 1955 Judas Iscariote el calumniado, revisa la tradición evangélica sobre el personaje, presentándolo como víctima de una interpretación errónea de los hechos. El cine también ha mostrado facetas diferentes de Judas; por ejemplo, la película de Martin Scorsese La última tentación de Cristo, basada en la novela homónima de Nikos Kazantzakis.
En el año 2006, esta lectura positiva de Judas cobra nuevos bríos con la publicación en abril de la traducción del Evangelio de Judas, un texto gnóstico que data posiblemente del siglo II. Según este texto, el propio Jesucristo pidió a Judas que lo traicionara y Judas cumplió la orden como supremo acto de obediencia. Para los gnósticos esto representaba un acto sagrado, ya que ayudaba a liberar del cuerpo el Espíritu Santo de Jesucristo.
En el año 2007 el autor C. K. Stead siguiendo el Evangelio de Judas publica My Name Was Judas (Mi nombre fue Judas), una novela en la que Judas, octogenario, narra su amistad con Jesús desde su infancia (época en la que compartían el mismo maestro) hasta la muerte de su maestro.

## Muerte de Judas

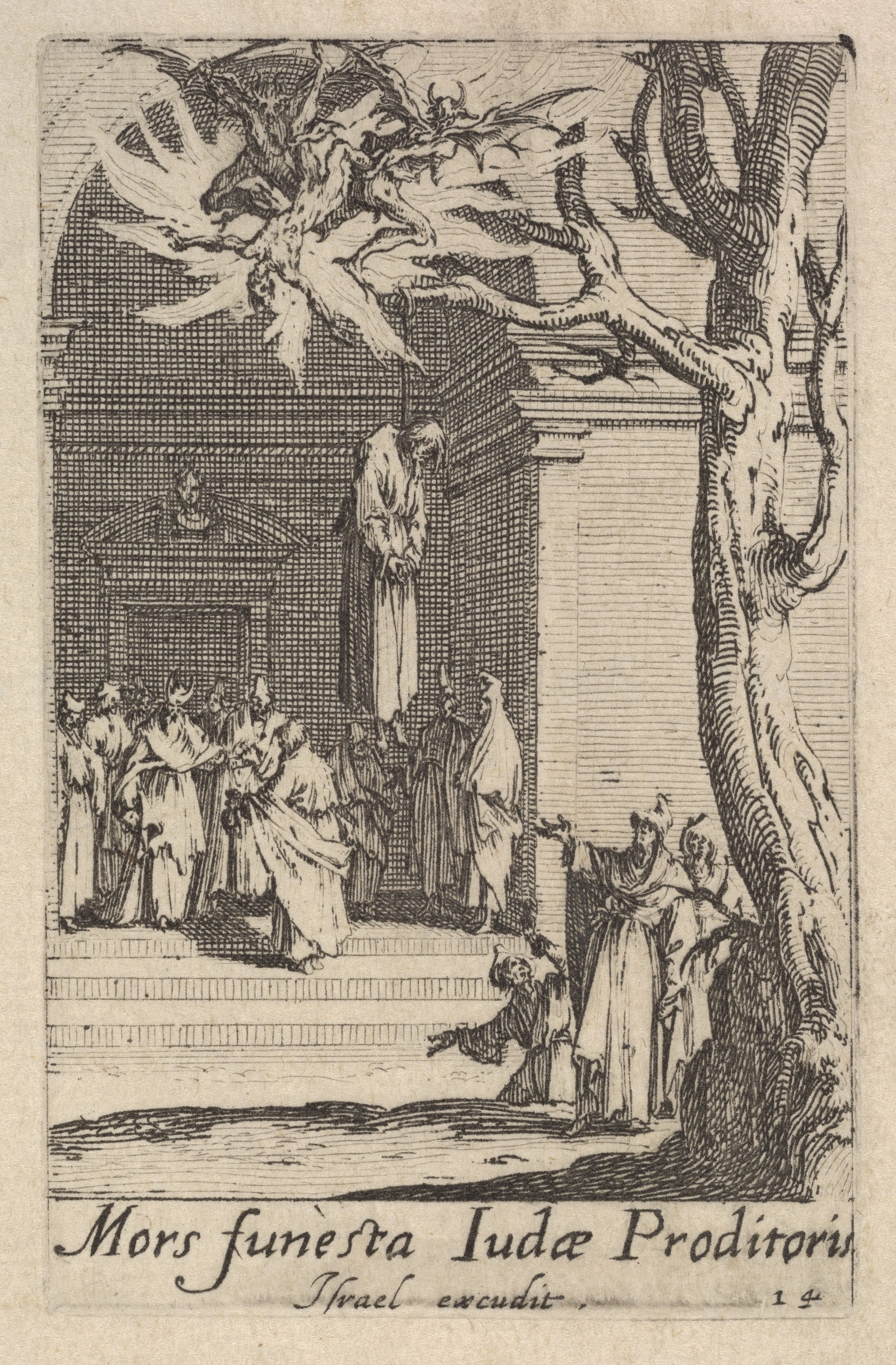
Suicidio de Judas por ahorcamiento, según Mateo 27, 5.

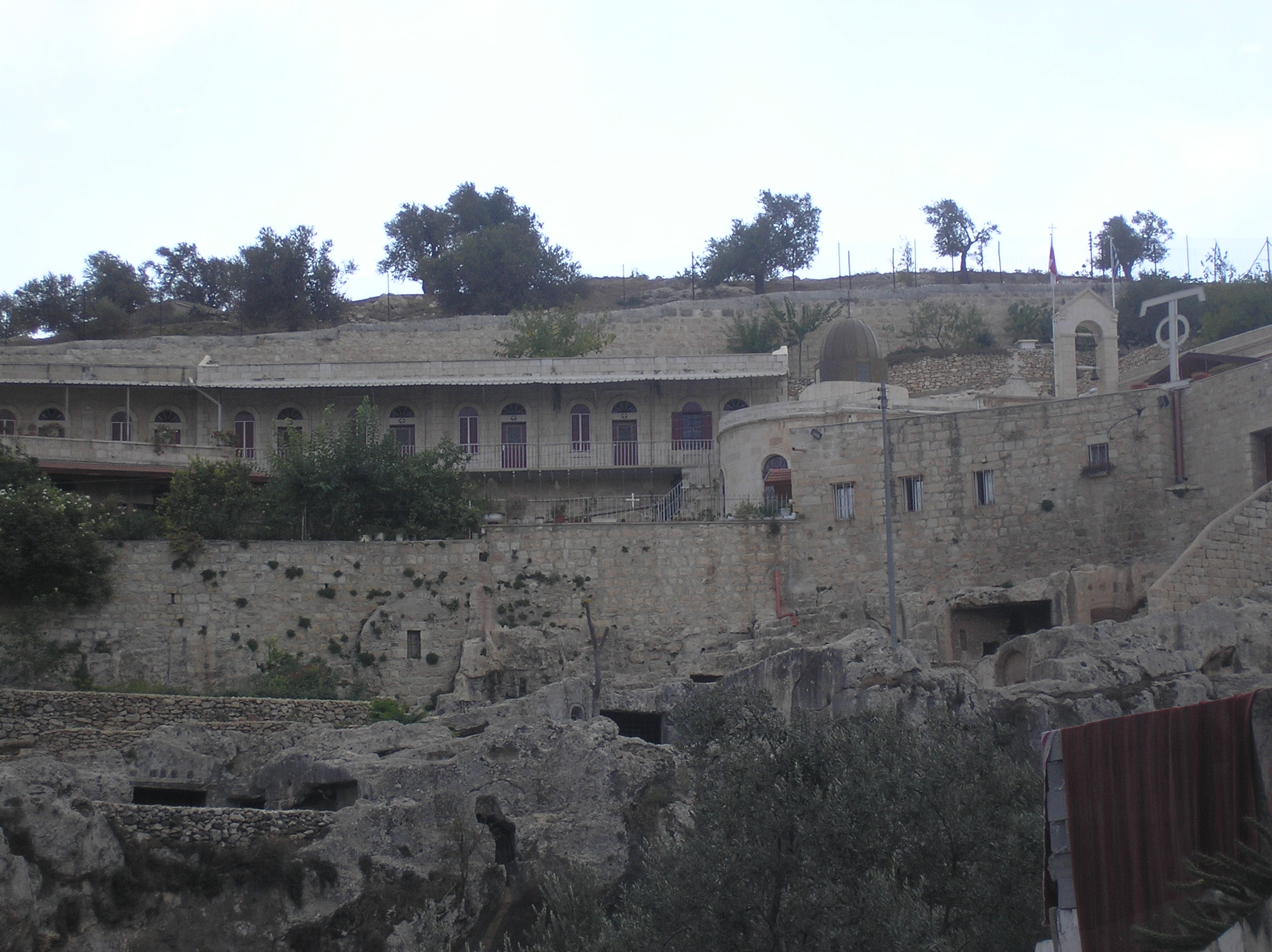
Aceldama el «campo de sangre», lugar donde Judas se cayó de cabeza y se partió por la mitad, según Hechos 1, 17-18.

Existe una controversia acerca de la muerte de Judas, ya que el Evangelio de Mateo sólo dice que ...fue y se ahorcó (Mateo 27:5), mientras en el libro de los Hechos de los Apóstoles dice: el cual era contado con nosotros, y tenía suerte en este ministerio. Éste, pues, adquirió un campo del salario de su iniquidad, y cayendo de cabeza, reventó por medio, y todas sus entrañas se derramaron (Hechos 1:17-18). Para conciliar ambos textos, se ha sugerido que cuando Judas se colgó, la cuerda se rompió, de modo que su cuerpo cayó y se reventó al golpear el suelo. Sin embargo, para que esto pudiera ser posible Judas tendría que haberse “ahorcado por los pies”. Por otro lado en la Biblia nada hace pensar que así hubieran sucedido las cosas. Esta inferencia no soluciona el problema de la incoherencia. La solución para este conflicto está en dónde tomaron sus relatos Mateo y Lucas. Mateo (que escribió para un público judío) se inspiró en la muerte de Ajitofel (2 Samuel 17,23), mientras que Lucas que escribía para un público de origen pagano (griego) se inspiró en el libro deuterocanónico de Sabiduría (Sabiduría 4,19). Se dice que Judas compró el campo porque los sacerdotes lo compraron con el dinero que pagaron a Judas por su traición y que este, más tarde, les devolvió (Mateo 27:3-10), de manera que era, en cierto modo, una adquisición del propio Judas. Al campo se le llamó «Campo de Sangre» por dos razones, y cada evangelista da una de ellas (Mateo 27:7-8); (Hechos 1:19).
El Corán niega la crucifixión de Jesús de Nazaret (Sura 4:157-158), y el islam argumenta que Alá no permitiría la indigna muerte de cruz para un profeta tan estimado como Jesús. Por eso, los musulmanes afirman que los judíos crucificaron a alguien que se parecía a Jesús, que pudo haber sido Simón de Cirene o Judas Iscariote. La muerte de Judas, un hecho en apariencia único, ha dado lugar a un gran número de controversias e interpretaciones derivadas en su mayoría de las diferentes traducciones de los textos que la describen.

## Judas en la ficción y en los medios

### Representaciones cinematográficas de Judas
| Año  | Película/video                       | Director                   | Actor                        |
| ---- | ------------------------------------ | -------------------------- | ---------------------------- |
| 2014 | La espina de Dios                    | Óscar Parra de Carrizosa   | Alexandro Valeiras           |
| 2011 | Judas                                | Laurieann Gibson/Lady Gaga | Norman Reedus                |
| 2007 | Uno de vosotros me traicionará       | Óscar Parra de Carrizosa   | Julian Teurlais              |
| 2004 | La Pasión de Cristo                  | Mel Gibson                 | Luca Lionello                |
| 2004 | Judas                                | Charles Robert Carner      | Johnathon Schaech            |
| 2000 | Drácula 2000                         | Patrick Lussier            | Gerard Butler                |
| 1997 | The Kiss of Judas                    | Stratovarius               | Timo Tolkki & Timo Kotipelto |
| 1993 | La Biblia Visual:Mateo               | Regardt van den Bergh      | Dawid Minnaar                |
| 1988 | La última tentación de Cristo        | Martin Scorsese            | Harvey Keitel                |
| 1977 | Jesús de Nazareth                    | Franco Zeffirelli          | Ian McShane                  |
| 1973 | Jesucristo Superstar                 | Norman Jewison             | Carl Anderson                |
| 1969 | Jesús, nuestro Señor                 | Miguel Zacarías            | Juan Gallardo                |
| 1965 | El proceso de Cristo                 | Julio Bracho               | Sergio Jurado                |
| 1965 | The Greatest Story Ever Told         | George Stevens             | David McCallum               |
| 1963 | El Evangelio según san Mateo         | Pier Paolo Pasolini        | Otello Sestili               |
| 1961 | Rey de Reyes                         | Nicholas Ray               | Rip Torn                     |
| 1954 | El beso de Judas                     | Rafael Gil                 | Rafael Rivelles              |
| 1952 | El mártir del calvario               | Miguel Morayta             | Manolo Fábregas              |
| 1945 | Reina de reinas: La Virgen María     | Miguel Contreras Torres    | Tito Junco                   |
| 1945 | María Magdalena: pecadora de Magdala | Miguel Contreras Torres    | Tito Junco                   |
| 1942 | Jesús de Nazareth                    | José Diáz Morales          | José Pidal                   |
| 1927 | El rey de reyes                      | Cecil B. DeMille           | Joseph Schildkraut           |
| 1912 | From the Manger To the Cross         | Sidney Olcott              | Robert G. Vignola            |

### En la televisión
- Judas es mencionado en los capítulos 6 y 7 de la tercera temporada de la serie original de Netflix El mundo oculto de Sabrina. Sabrina tiene que encontrar las monedas, y Judas le dice que para encontrarlas debe traicionar a alguien o buscarlas donde las había dejado.
- 30 monedas, serie de televisión española.
- La serie argentina OKUPAS contiene un episodio llamado "El beso de Judas" donde aparte de explicarse la historia de Judas, se realizan distintas metáforas entre esta y la trama.

### En la música
Muchas canciones utilizan la metáfora Judas para referirse a una persona traicionera en canciones de desamor y traición.
- En 1986 la banda alemana de power metal Helloween publicó "Judas".
- En 2001 el cantante Prince lanzó la canción "Judas Smile" en su álbum The Chocolate Invasion, y a través de su website de pago NPG Music Club.
- En 2001 la banda australiana de metal gótico Virgin Black lanzó el disco Sombre Romantic que contiene la canción "Museum of Iscariot".
- En 2011 Lady Gaga lanzó su polémica canción "Judas", que fue criticada por colectivos católicos, a lo que la artista contestó "Lo único controversial de este video, es que estoy usando Christian Lacroix y Chanel al mismo tiempo. Este vídeo no pretende ser un ataque a la religión Católica. Respeto y amo las creencias de todo el mundo y yo también soy una persona religiosa y espiritual que está obsesionada con el arte religioso".[52]
- En 2012 Canserbero en su canción Jeremías 17:5
- En 2017 la banda americana de heavy metal Fozzy lanzó la canción "Judas" junto a su álbum homónimo.
- En 2019 Ozuna dice en su canción "Cambio", junto a Anuel: "Tantos panas que ayudé, tantas jevas que confié, todos fueron Judas, tú lo viste...".
- En 2021 la cantante española Bad Gyal junto a Khea publicó su canción "Judas" en su extended play "Warm Up".
- En 1975 la banda escocesa de hard rock Nazareth (banda) publicó su canción Please Don't Judas Me, formando parte de su famoso álbum Hair of the Dog
- En 1992 la banda inglesa de heavy metal Iron Maiden (banda) junto con su álbum Fear of the dark publicó la canción “Judas be my guide”.